# Cyathea brevipinna
Cyathea brevipinna là một loài dương xỉ trong họ Cyatheaceae. Loài này được Bak., Benth. mô tả khoa học đầu tiên năm 1878.
Danh pháp khoa học của loài này chưa được làm sáng tỏ. 